# Birkenes
Birkenes est une Commune de Norvège. Elle est située dans le comté d'Agder.